# Tockus deckeni
El toco keniata o toco de Von der Decken (Tockus deckeni) es una especie de ave coraciforme de la familia Bucerotidae propia de África que puebla las sabanas situadas entre Uganda y Somalia, y entre Etiopía y Tanzania. No se reconocen subespecies.
Fue nombrado en memoria del explorador alemán del África oriental, el barón Karl Klaus von der Decken (1833-1865).